# José de Calasanz Félix Santiago Vives y Tutó
José de Calasanz Félix Santiago Vives y Tutó (1854-1913) est un capucin et cardinal espagnol qui est le confesseur de Pie X.

## Biographie
Il est né le 15 février 1854 à San Andrés de Llavaneras dans la province de Barcelone.
En 1869, il entre chez les Capucins au Guatemala. À la suite de la Révolution, il doit quitter le pays en 1872 et le jeune capucin poursuit ses études en Californie à Santa Clara. Il est ensuite envoyé en France où il est ordonné prêtre en 1877 par Mgr Desprez, archevêque de Toulouse et passe plusieurs années à Toulouse. Il est aussi gardien du couvent de Perpignan.
En 1880, il rentre en Espagne et en 1885, il se rend à Rome à l'appel de Léon XIII, où il est nommé consultateur du Saint-Office, secrétaire de la Curie généralice, auditeur d'Espagne et définiteur général.
Le pape Léon XIII le crée cardinal avec le titre de cardinal-diacre de Saint-Adrien au Forum au consistoire du 18 juin 1899 .
Le 26 octobre 1908 il est nommé par saint Pie X préfet de la Congrégation des réguliers. En même temps, il devient son confesseur. C'est à lui qu'on attribue généralement la partie morale de l'encyclique Pascendi.
Il meurt le 7 septembre 1913 à la villa Gammarelli, près de Monte Porzio Catone dans les Monts Albains. Il est enterré dans son village natal où un monument lui a été élevé.
Très proche de Pie X, ce fut un homme influent.